# Jarabá
Jarabá este o comună slovacă, aflată în districtul Brezno din regiunea Banská Bystrica, pe malul râului Štiavnička⁠(d). Localitatea se află la altitudinea de 840 m deasupra n.m., se întinde pe o suprafață de 15,38 km2 și în 2017 număra 40 de locuitori.

## Istoric
Localitatea Jarabá este atestată documentar din 1540.

## Demografie
| An:                | 1994 | 2004    | 2014   | 2024    |
| ------------------ | ---- | ------- | ------ | ------- |
| Număr de persoane: | 36   | 48      | 42     | 36      |
| Diferență:         |      | +33,33% | −12,5% | −14,28% |

| An:                | 2023 | 2024   |
| ------------------ | ---- | ------ |
| Număr de persoane: | 35   | 36     |
| Diferență:         |      | +2,85% |